# Gut Obergedern

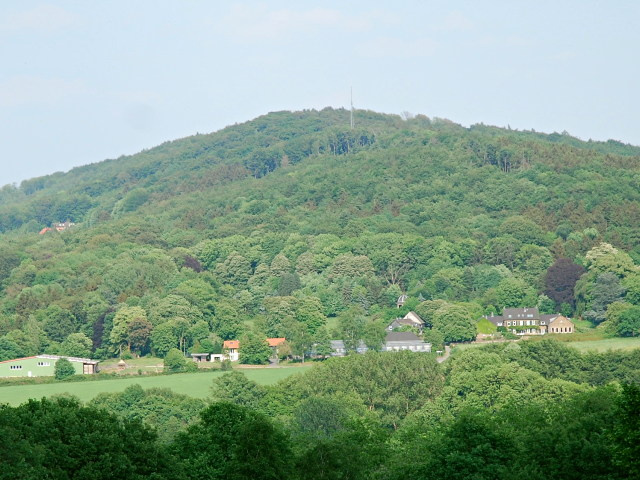
Gut Obergedern am Arenberg, Haupthaus (rechts) und Wirtschaftsgebäude (mittig bis links)

Das Gut Obergedern ist ein Bauernhof und ländliches Anwesen mit kleiner privater Parkanlage im Südosten der Stadt Witten in Nordrhein-Westfalen. Es befindet sich am Rand der Ruhraue im Ortsteil Gedern (Stadtteil und Gemarkung Annen) und liegt am Westhang des Arenbergs, eines bewaldeten Höhenrückens im Ardeygebirge.

## Geschichte
Als Lehnsgut der Herren von Burg Volmarstein wurde der Hof 1351 an deren Lehnsmann Dietrich III. von Mallinckrodt übertragen. Der Hof hieß Middeldorpshof, später nach seinem Besitzer Pampus und Rüping und blieb gegenüber dem benachbarten Haus Mallinckrodt abgabepflichtig.
Ab 1950 gehörte der Hof der Familie Zimmermann.
2006 erwarb ein Bioland-Betrieb die Hofstelle und bewirtschaftet sie seither.